# Libelloides
Libelloides su rod krilatih insekata,  sa bogatom fosilnom istorijom iz nadreda insekata s mrežastim krilima,  iz reda Neuroptera,  porodica  Ascalaphidae  potporodica  Ascalaphinae.  Vrste iz ovog roda prisutne se u većem delu evrope uključujući i Srbiju.

## Vrste
- Libelloides baeticus (Rambur, 1842)
- Libelloides coccajus (Denis & Schiffermüller, 1775)
- Libelloides cunii (Selys-Longchamps, 1880)
- Libelloides hispanicus (Rambur, 1842)
- Libelloides ictericus (Charpentier, 1825)
- Libelloides italicus (Fabricius, 1781)
- Libelloides lacteus (Brullé, 1832)
- Libelloides longicornis (Linnaeus, 1764)
- Libelloides macaronius (Scopoli, 1763)[3]
- Libelloides rhomboides (Schneider, 1845)

## Galerija
- Libelloides ictericus
- Libelloides coccajus
- Libelloides cunii
- Libelloides longocornis
- Libelloides italicus

## Spoljašnje veze
- Fauna Evrope Архивирано на веб-сајту  (4. март 2016)
- Galerija-insekata